# زیردریایی یو-۲۰۸
زیردریایی یو-۲۰۸ (به انگلیسی: German submarine U-208) یک زیردریایی بود که طول آن ۶۷٫۱ متر (۲۲۰ فوت ۲ اینچ) بود. این زیردریایی در سال ۱۹۴۱ ساخته شد.